# لئوکس اسپرا
لئوکس اسپرا (نام علمی: Leucas aspera) نام یک گونه از تیره نعناعیان است.